# Leopold Wittelshöfer

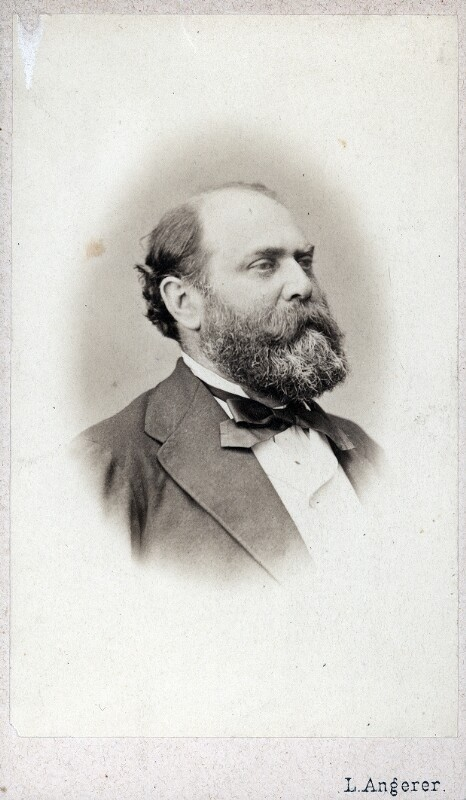
Leopold Wittelshöfer

Leopold Wittelshöfer (* 14. Juli 1818 in Groß-Kanizsa, Westtransdanubien; † 8. Januar 1889 in Wien) war ein österreichischer Arzt und Publizist.

## Leben
Wittelshöfer war Sohn eines jüdischen Buchhalters und Vater des Nationalökonomen Otto Wittelshöfer (1855–1901). Er besuchte das Untergymnasium der Piaristen in Groß-Kanizsa und Pest. Er studierte 1835/36 an der Universität Pest und 1836–1841 an der Universität Wien Medizin. 1841 wurde er in Wien zum Dr. med. promoviert. Nach dem Tod seines Vaters musste er die Ausbildung in Wien unterbrechen und nach Ungarn zurückkehren. Er ließ sich in Raab als praktischer Arzt nieder und wurde bald zum Honorararzt des Komitat Raab ernannt. Während der Revolution von 1848/1849 im Kaisertum Österreich diente er in der Nationalgarde und dann als Stabsarzt bei der k.u. Landwehr (Österreich-Ungarn) (Honvéd).  Ab Oktober 1848 fungierte er als Leiter des Militärkrankenhauses in Raab. Bereits im Vorfeld des aufziehenden Neoabsolutismus war er Anfeindungen und Intrigen ausgesetzt. Deshalb zog er 1850 nach Wien. Von Franz Schuh und Johann von Oppolzer unterstützt, gründete er 1850, gemeinsam mit Andreas Witlacil (1817–1905), die Wiener Medizinische Wochenschrift, die erste medizinische Fachzeitschrift in Österreich. 1867 initiierte er die Beilage Der Militärarzt. Wegen Verstößen gegen die Zensur wurde er mehrfach angeklagt und verurteilt. Trotzdem konnte er sich mit seiner Zeitschrift durchsetzen; denn die Idee einer kritischen medizinischen Wochenschrift fand auch außerhalb Österreichs großen Anklang. Zu den Mitarbeitern des Periodikums zählten Ferdinand von Arlt, Theodor Billroth, Ferdinand von Hebra und Eduard Jäger von Jaxtthal. Aus dem Ausland schickten Friedrich Theodor von Frerichs, Bernhard von Langenbeck, Jakob Moleschott und Rudolf Virchow Beiträge. 
Neben seiner Tätigkeit als Herausgeber und Redakteur veröffentlichte Wittelshöfer Beiträge über die Wiener Heil- und Versorgungsanstalten und ab 1891 einen Kalender für Ärzte. Er beteiligte sich an der Erstellung des Militär-Sanitäts-Reglements und war bei der Wiener Weltausstellung 1873 für die Erbauung und Einrichtung des Sanitätspavillons verantwortlich. Anschließend organisierte er mit Billroth und Jaromír von Mundy in Wien eine internationale Konferenz über das Militärsanitätswesen. 1878 nahm er im Auftrag von Artur Maximilian von Bylandt-Rheidt als Delegierter und Berichterstatter am Internationalen Hygienekongress in Paris teil. Wittelshöfer war Mitbegründer (1859), Vizepräsident (1861) und Präsident (1865–1872) des  Presseclubs Concordia.

## Publikationen
- Wienʼs Heil- und Humanitätsanstalten, ihre Geschichte, Organisation und Statistik. Nach amtlichen Quellen. Wien, L. W. Seidel, 1856.
- Die Versorgungshäuser der Stadt Wien, 1862.
- Medicinal-Calender, 1891 ff.